# Nanshiungosaurus
Nanshiungosaurus ("reptil de Nanshiung") es un género de dinosaurios terópodos tericinosauridos con dos especies conocidas, que vivieron desde mediados a finales del período Cretácico, hace aproximadamente entre 112 a 67 millones de años, desde el Aptiense al Campaniense, en lo que hoy es Asia. Nanshiungosaurus brevispinus se descubrió por primera vez en 1974 y se describió en 1979, representada por un espécimen que preserva la mayoría de las vértebras cervicales y dorsales con la pelvis. Una supuesta y dudosa segunda especie, "Nanshiungosaurus" bohlini , fue encontrada en 1992 y descrita en 1997. También conserva las vértebras, pero esta especie, sin embargo, tiene una gran diferencia de edad en comparación con la especie tipo y problemas relacionados con las características auténticas, lo que hace que su asignación al género sea cuestionable.

## Descripción

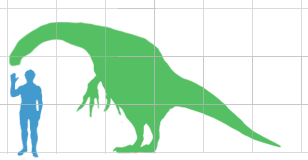
Comparación de tamaños de un humano con un Nanshiungosaurus.

Los Nanshiungosaurus eran animales bípedos, los cuales presentaban un largo cuello y una pequeña cabeza. Sus miembros delanteros, considerablemente largos, terminaban en grandes garras características de los tericinosaurianos. Nanshiungosaurus brevispinus era un terizinosaurio de cuerpo relativamente grande, estimado en 4,4 a 5 metros de largo con un peso de 454 a 907 kilogramos. "Nanshiungosaurus" bohlini es un poco más grande, estimado por Paul en 6 metros y 1,3 toneladas, sus vértebras eran únicas, con las costillas cervicales fusionadas que lo distinguía de Alxasaurus.. El número de vértebras sacras se determinó primero en cinco, luego se corrigió a seis. N. brevispinus se distingue por la posesión de doce vértebras cervicales robustas con centros vertebrales opistocoelicos, lo que significa que eran cóncavas en sus lados posteriores. La mayoría de los cervicales tienen arcos neurales relativamente cortos, pero en los dorsales son más alargados.
La pelvis está representada por un sacro bien conservado y el lado izquierdo compuesto por el ilion , el pubis y el isquion. Sin embargo, el pubis ha perdido su extremo distal. El lado derecho solo conserva el isquion. Como en la mayoría de los terizinosáuridos, el pubis y el isquion se fusionan en una estructura sólida. En general, la pelvis está construida de manera robusta. Las vértebras sacras están fusionadas, lo que indica que el individuo era un adulto en el momento de la muerte.

## Descubrimiento e investigación

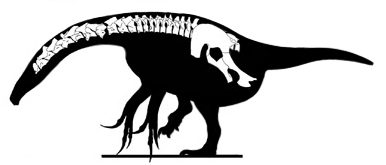
Fósiles del holotipo.

Los primeros restos de Nanshiungosaurus fueron recolectados en 1974 por un equipo de expedición del Instituto de Paleontología y Paleoantropología de Vertebrados. Más tarde, en 1979, Nanshiungosaurus brevispinus fue nombrado y descrito por Dong Zhiming. El nombre genérico se refiere a Nanxiong y el nombre específico se deriva del latín brevis, "corto" y spina, "espina", en referencia a las espinas vertebrales cortas. El espécimen holotipo , IVPP V4731, estaba cerca de Dapingcun en Guangdong, encontrado en una capa de la Formación Nanxiong, que data del Cretácico tardío durante el Maastrichtiense. Consiste en un esqueleto parcial que carece del cráneo pero que incluye 12 vértebras cervicales, 10 dorsales y 6 sacras y una pelvis voluminosa. Primero se pensó que era un saurópodo pequeño y extraño caracterizado por un cuello más corto pero más grueso que otros saurópodos. La Formación Nanxiong data de la etapa de Maastrichtiense hace aproximadamente 66,7 ± 0.3 millones de años.
En 1997, Dong Zhiming y Yu Hailu nombraron y describieron una segunda especie, "Nanshiungosaurus" bohlini, basada en un esqueleto encontrado en 1992 cerca de Mazongshan. Se compone de solo 11 vértebras cervicales y 5 dorsales con algunas costillas . El holotipo es IVPP V11116, del Grupo del Xinminbao Superior del Cretácico temprano que data del Barremiense al Aptiense. El nombre específico honra al paleontólogo sueco Birger Bohlin. Dong y Yu no presentaron evidencia o argumentación que respalden la asignación de la especie a Nanshiungosaurus. En vista de la falta de sinapomorfias, rasgos únicos compartidos y la gran diferencia de edad con Nanshiungosaurus brevispinus, generalmente se considera que la supuesta segunda especie no está relacionada con la posterior y podría justificar su propio género.

## Clasificación
Nanshiungosaurus fue en 1979 por Dong asignado a Titanosaurinae, con base en la suposición de que era un saurópodo. En 1992 la especie fue asignada a los Segnosauridae, el grupo hoy llamado Therizinosauridae. Sin embargo, en 1997, Dong colocó N. brevispinus y "N". bohlini en un separado Nanshungosauridae, ahora obsoleto. Los análisis cladísticos indican una posición para Nanshiungosaurus que es basal en Therizinosauridae o justo fuera de ese clado, basal en Therizinosauroidea. Bajo la definición de Therizinosauridae según Xu en 2002, Nanshuingosaurus es por definición un terizinosáurido.

### Filogenia
El análisis filogenético realizado por Hartaman et al. en 2019 recupera Nanshiungosaurus como un terizinosáurido en una posición más derivada que Erliansaurus o Neimongosaurus. A continuación se muestran los resultados obtenidos.

|  | Neimongosaurus                                                   |
|  |                                                                  |
|  | \| \| Erliansaurus \| \| \| \| \| \| Therizinosaurus \| \| \| \| |
|  |                                                                  |
|  | Erliansaurus                                                     |
|  |                                                                  |
|  | Therizinosaurus                                                  |
|  |                                                                  |

|  | Erliansaurus    |
|  |                 |
|  | Therizinosaurus |
|  |                 |

|  | Neimongosaurus                                                   |
|  |                                                                  |
|  | \| \| Erliansaurus \| \| \| \| \| \| Therizinosaurus \| \| \| \| |
|  |                                                                  |
|  | Erliansaurus                                                     |
|  |                                                                  |
|  | Therizinosaurus                                                  |
|  |                                                                  |

|  | Erliansaurus    |
|  |                 |
|  | Therizinosaurus |
|  |                 |

|  | AMNH 6368   |
|  |             |
|  | Segnosaurus |
|  |             |

|  | Erlikosaurus           |
|  |                        |
|  | Nothronychus graffami  |
|  |                        |
|  | Nothronychus mckinleyi |
|  |                        |

|  | AMNH 6368   |
|  |             |
|  | Segnosaurus |
|  |             |

|  | Erlikosaurus           |
|  |                        |
|  | Nothronychus graffami  |
|  |                        |
|  | Nothronychus mckinleyi |
|  |                        |

|  | AMNH 6368   |
|  |             |
|  | Segnosaurus |
|  |             |

|  | Erlikosaurus           |
|  |                        |
|  | Nothronychus graffami  |
|  |                        |
|  | Nothronychus mckinleyi |
|  |                        |

|  | AMNH 6368   |
|  |             |
|  | Segnosaurus |
|  |             |

|  | Erlikosaurus           |
|  |                        |
|  | Nothronychus graffami  |
|  |                        |
|  | Nothronychus mckinleyi |
|  |                        |

|  | AMNH 6368   |
|  |             |
|  | Segnosaurus |
|  |             |

|  | Erlikosaurus           |
|  |                        |
|  | Nothronychus graffami  |
|  |                        |
|  | Nothronychus mckinleyi |
|  |                        |

|  | AMNH 6368   |
|  |             |
|  | Segnosaurus |
|  |             |

|  | Erlikosaurus           |
|  |                        |
|  | Nothronychus graffami  |
|  |                        |
|  | Nothronychus mckinleyi |
|  |                        |

|  | AMNH 6368   |
|  |             |
|  | Segnosaurus |
|  |             |

|  | Erlikosaurus           |
|  |                        |
|  | Nothronychus graffami  |
|  |                        |
|  | Nothronychus mckinleyi |
|  |                        |

|  | AMNH 6368   |
|  |             |
|  | Segnosaurus |
|  |             |

|  | Erlikosaurus           |
|  |                        |
|  | Nothronychus graffami  |
|  |                        |
|  | Nothronychus mckinleyi |
|  |                        |

|  | Neimongosaurus                                                   |
|  |                                                                  |
|  | \| \| Erliansaurus \| \| \| \| \| \| Therizinosaurus \| \| \| \| |
|  |                                                                  |
|  | Erliansaurus                                                     |
|  |                                                                  |
|  | Therizinosaurus                                                  |
|  |                                                                  |

|  | Erliansaurus    |
|  |                 |
|  | Therizinosaurus |
|  |                 |

|  | Neimongosaurus                                                   |
|  |                                                                  |
|  | \| \| Erliansaurus \| \| \| \| \| \| Therizinosaurus \| \| \| \| |
|  |                                                                  |
|  | Erliansaurus                                                     |
|  |                                                                  |
|  | Therizinosaurus                                                  |
|  |                                                                  |

|  | Erliansaurus    |
|  |                 |
|  | Therizinosaurus |
|  |                 |

|  | AMNH 6368   |
|  |             |
|  | Segnosaurus |
|  |             |

|  | Erlikosaurus           |
|  |                        |
|  | Nothronychus graffami  |
|  |                        |
|  | Nothronychus mckinleyi |
|  |                        |

|  | AMNH 6368   |
|  |             |
|  | Segnosaurus |
|  |             |

|  | Erlikosaurus           |
|  |                        |
|  | Nothronychus graffami  |
|  |                        |
|  | Nothronychus mckinleyi |
|  |                        |

|  | AMNH 6368   |
|  |             |
|  | Segnosaurus |
|  |             |

|  | Erlikosaurus           |
|  |                        |
|  | Nothronychus graffami  |
|  |                        |
|  | Nothronychus mckinleyi |
|  |                        |

|  | AMNH 6368   |
|  |             |
|  | Segnosaurus |
|  |             |

|  | Erlikosaurus           |
|  |                        |
|  | Nothronychus graffami  |
|  |                        |
|  | Nothronychus mckinleyi |
|  |                        |

|  | AMNH 6368   |
|  |             |
|  | Segnosaurus |
|  |             |

|  | Erlikosaurus           |
|  |                        |
|  | Nothronychus graffami  |
|  |                        |
|  | Nothronychus mckinleyi |
|  |                        |

|  | AMNH 6368   |
|  |             |
|  | Segnosaurus |
|  |             |

|  | Erlikosaurus           |
|  |                        |
|  | Nothronychus graffami  |
|  |                        |
|  | Nothronychus mckinleyi |
|  |                        |

|  | AMNH 6368   |
|  |             |
|  | Segnosaurus |
|  |             |

|  | Erlikosaurus           |
|  |                        |
|  | Nothronychus graffami  |
|  |                        |
|  | Nothronychus mckinleyi |
|  |                        |

|  | AMNH 6368   |
|  |             |
|  | Segnosaurus |
|  |             |

|  | Erlikosaurus           |
|  |                        |
|  | Nothronychus graffami  |
|  |                        |
|  | Nothronychus mckinleyi |
|  |                        |